# Mistrzostwa Europy w Lekkoatletyce 1998

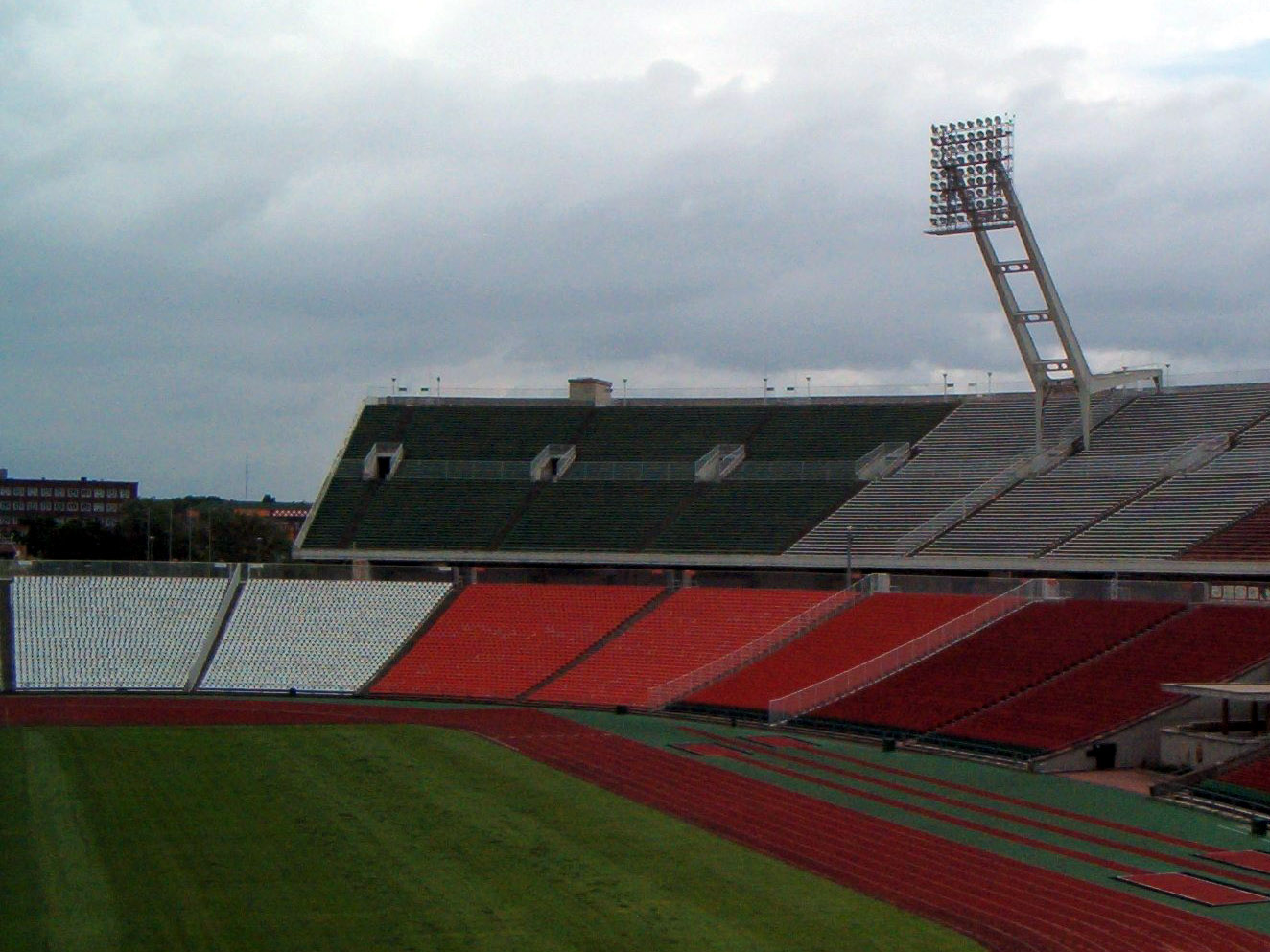
Stadion w Budapeszcie – arena mistrzostw

XVII Mistrzostwa Europy w Lekkoatletyce rozgrywane były w dniach 18–23 sierpnia 1998 w Budapeszcie na Népstadionie. W zawodach startowali zawodnicy z 44 państw. W trakcie mistrzostw Christine Arron ustanowiła niepobity do dziś rekord Europy w biegu na 100 metrów.

## Klasyfikacja medalowa
| Klasyfikacja medalowa |                 |   |    |   |       |
| Miejsce               | Państwo         |   |    |   | Razem |
| 1                     | Wielka Brytania | 9 | 4  | 3 | 16    |
| 2                     | Niemcy          | 8 | 7  | 8 | 23    |
| 3                     | Rosja           | 6 | 10 | 7 | 23    |
| 4                     | Polska          | 3 | 4  | 1 | 8     |
| 5                     | Rumunia         | 3 | 2  | 2 | 7     |
| 6                     | Ukraina         | 3 | 1  | 1 | 5     |
| 7                     | Włochy          | 2 | 4  | 3 | 9     |
| 8                     | Portugalia      | 2 | 3  | 1 | 6     |
| 9                     | Hiszpania       | 2 | 1  | 4 | 7     |
| 10                    | Francja         | 2 | 1  | 1 | 4     |
| 11                    | Irlandia        | 2 | 0  | 1 | 3     |
| 12                    | Węgry           | 1 | 1  | 0 | 2     |
| 13                    | Bułgaria        | 1 | 0  | 3 | 4     |
| 14                    | Grecja          | 1 | 0  | 2 | 3     |
| 15                    | Estonia         | 1 | 0  | 0 | 1     |
| 16                    | Czechy          | 0 | 2  | 1 | 3     |
| 16=                   | Finlandia       | 0 | 2  | 1 | 3     |
| 18                    | Szwajcaria      | 0 | 1  | 1 | 2     |
| 19                    | Łotwa           | 0 | 1  | 0 | 1     |
| 19=                   | Szwecja         | 0 | 1  | 0 | 1     |
| 19=                   | Słowenia        | 0 | 1  | 0 | 1     |
| 22                    | Białoruś        | 0 | 0  | 2 | 2     |
| 23                    | Holandia        | 0 | 0  | 1 | 1     |
| 23=                   | Norwegia        | 0 | 0  | 1 | 1     |
| 23=                   | Litwa           | 0 | 0  | 1 | 1     |
| 23=                   | Austria         | 0 | 0  | 1 | 1     |

## Mężczyźni

### konkurencje biegowe
| konkurencja           | złoto                                                                              | złoto    | srebro                                                                        | srebro   | brąz                                                                            | brąz     |
| --------------------- | ---------------------------------------------------------------------------------- | -------- | ----------------------------------------------------------------------------- | -------- | ------------------------------------------------------------------------------- | -------- |
| 100 m                 | Darren Campbell · Wielka Brytania                                                  | 10,04 CR | Dwain Chambers · Wielka Brytania                                              | 10,10    | Charalambos Papadias · Grecja                                                   | 10,14    |
| 200 m                 | Douglas Walker · Wielka Brytania                                                   | 20,53    | Doug Turner · Wielka Brytania                                                 | 20,64    | Julian Golding · Wielka Brytania                                                | 20,72    |
| 400 m                 | Iwan Thomas · Wielka Brytania                                                      | 44,52 CR | Robert Maćkowiak · Polska                                                     | 45,04    | Mark Richardson · Wielka Brytania                                               | 45,14    |
| 800 m                 | Nils Schumann · Niemcy                                                             | 1:44,89  | André Bucher · Szwajcaria                                                     | 1:45,04  | Lukáš Vydra · Czechy                                                            | 1:45,23  |
| 1500 m                | Reyes Estévez · Hiszpania                                                          | 3:41,31  | Rui Silva · Portugalia                                                        | 3:41,84  | Fermín Cacho · Hiszpania                                                        | 3:42,13  |
| 5000 m                | Isaac Viciosa · Hiszpania                                                          | 13:37,46 | Manuel Pancorbo · Hiszpania                                                   | 13:38,03 | Mark Carroll · Irlandia                                                         | 13:38,15 |
| 10 000 m              | Antonio Pinto · Portugalia                                                         | 27:48,62 | Dieter Baumann · Niemcy                                                       | 27:56,75 | Stephane Franke · Niemcy                                                        | 27:59,90 |
| maraton               | Stefano Baldini · Włochy                                                           | 2:12:01  | Danilo Goffi · Włochy                                                         | 2:12:11  | Vincenzo Modica · Włochy                                                        | 2:12:53  |
| 110 m ppł             | Colin Jackson · Wielka Brytania                                                    | 13,02 CR | Falk Balzer · Niemcy                                                          | 13,12    | Robin Korving · Holandia                                                        | 13,20    |
| 400 m ppł             | Paweł Januszewski · Polska                                                         | 48,17    | Rusłan Maszczenko · Rosja                                                     | 48,25    | Fabrizio Mori · Włochy                                                          | 48,71    |
| 3000 m z przeszkodami | Damian Kallabis · Niemcy                                                           | 8:13,10  | Alessandro Lambruschini · Włochy                                              | 8:16,70  | Jim Svenøy · Norwegia                                                           | 8:18,97  |
| sztafeta 4 × 100 m    | Wielka Brytania · Allyn Condon · Darren Campbell · Douglas Walker · Julian Golding | 38,52    | Francja · Thierry Lubin · Frédéric Krantz · Christophe Cheval · Needy Guims   | 38,87    | Polska · Marcin Krzywański · Marcin Nowak · Piotr Balcerzak · Ryszard Pilarczyk | 38,98    |
| sztafeta 4 × 400 m    | Wielka Brytania · Mark Hylton · Jamie Baulch · Iwan Thomas · Mark Richardson       | 2:58,68  | Polska · Piotr Rysiukiewicz · Tomasz Czubak · Piotr Haczek · Robert Maćkowiak | 2:58,88  | Hiszpania · Antonio Andres · Juan Trull · Andres Martinez · David Canal         | 3:02,47  |
| chód 20 km            | Ilja Markow · Rosja                                                                | 1:21:10  | Aigars Fadejevs · Łotwa                                                       | 1:21:25  | Francisco Fernández · Hiszpania                                                 | 1:21:39  |
| chód 50 km            | Robert Korzeniowski · Polska                                                       | 3:43:51  | Valentin Kononen · Finlandia                                                  | 3:44:29  | Andriej Płotnikow · Rosja                                                       | 3:45:53  |

### konkurencje techniczne
| konkurencja    | złoto                              | złoto    | srebro                         | srebro | brąz                          | brąz  |
| -------------- | ---------------------------------- | -------- | ------------------------------ | ------ | ----------------------------- | ----- |
| skok w dal     | Kiriłł Sosunow · Rosja             | 8,28     | Bogdan Țăruș · Rumunia         | 8,21   | Petko Daczew · Bułgaria       | 8,06  |
| trójskok       | Jonathan Edwards · Wielka Brytania | 17,99 CR | Dienis Kapustin · Rosja        | 17,45  | Rostisław Dimitrow · Bułgaria | 17,26 |
| skok wzwyż     | Artur Partyka · Polska             | 2,34     | Dalton Grant · Wielka Brytania | 2,34   | Siergiej Klugin · Rosja       | 2,32  |
| skok o tyczce  | Maksim Tarasow · Rosja             | 5,81     | Tim Lobinger · Niemcy          | 5,81   | Jean Galfione · Francja       | 5,76  |
| rzut oszczepem | Steve Backley · Wielka Brytania    | 89,72 CR | Mick Hill · Wielka Brytania    | 86,92  | Raymond Hecht · Niemcy        | 86,63 |
| rzut dyskiem   | Lars Riedel · Niemcy               | 67,07    | Jürgen Schult · Niemcy         | 66,69  | Virgilijus Alekna · Litwa     | 66,46 |
| rzut młotem    | Tibor Gécsek · Węgry               | 82,87    | Balázs Kiss · Węgry            | 81,26  | Karsten Kobs · Niemcy         | 80,13 |
| pchnięcie kulą | Ołeksandr Bahacz · Ukraina         | 21,17    | Oliver-Sven Buder · Niemcy     | 20,98  | Jurij Biłonoh · Ukraina       | 20,92 |
| dziesięciobój  | Erki Nool · Estonia                | 8667     | Eduard Hämäläinen · Finlandia  | 8587   | Lew Łobodin · Rosja           | 8571  |

## Kobiety

### konkurencje biegowe
| konkurencja        | złoto                                                                        | złoto       | srebro                                                                                     | srebro   | brąz                                                                                  | brąz     |
| ------------------ | ---------------------------------------------------------------------------- | ----------- | ------------------------------------------------------------------------------------------ | -------- | ------------------------------------------------------------------------------------- | -------- |
| 100 m              | Christine Arron · Francja                                                    | 10,73 ER    | Irina Priwałowa · Rosja                                                                    | 10,83    | Ekaterini Tanu · Grecja                                                               | 10,87    |
| 200 m              | Irina Priwałowa · Rosja                                                      | 22,62       | Żanna Pintusewicz · Ukraina                                                                | 22,74    | Melanie Paschke · Niemcy                                                              | 22,78    |
| 400 m              | Grit Breuer · Niemcy                                                         | 49,93       | Helena Fuchsová · Czechy                                                                   | 50,21    | Olga Kotlarowa · Rosja                                                                | 50,38    |
| 800 m              | Jelena Afanasjewa · Rosja                                                    | 1:58,50     | Malin Ewerlöf · Szwecja                                                                    | 1:59,61  | Stephanie Graf · Austria                                                              | 2:00,11  |
| 1500 m             | Swietłana Mastierkowa · Rosja                                                | 4:11,91     | Carla Sacramento · Portugalia                                                              | 4:12,62  | Anita Weyermann · Szwajcaria                                                          | 4:13,06  |
| 5000 m             | Sonia O’Sullivan · Irlandia                                                  | 15:06,50 CR | Gabriela Szabó · Rumunia                                                                   | 15:08,31 | Marta Domínguez · Hiszpania                                                           | 15:10,54 |
| 10 000 m           | Sonia O’Sullivan · Irlandia                                                  | 31:29,33    | Fernanda Ribeiro · Portugalia                                                              | 30:32,32 | Lidia Șimon · Rumunia                                                                 | 31:32,64 |
| maraton            | Manuela Machado · Portugalia                                                 | 2:27:10     | Madina Biktagirowa · Rosja                                                                 | 2:28:01  | Maura Viceconte · Włochy                                                              | 2:28:31  |
| 100 m ppł          | Swetła Dimitrowa · Bułgaria                                                  | 12,56       | Brigita Bukovec · Słowenia                                                                 | 12,65    | Irina Korotja · Rosja                                                                 | 12,85    |
| 400 m ppł          | Ionela Târlea · Rumunia                                                      | 53,37       | Tetiana Tereszczuk-Antipowa · Ukraina                                                      | 54,07    | Silvia Rieger · Niemcy                                                                | 54,45    |
| sztafeta 4 × 100 m | Francja · Katia Benth · Frédérique Bangue · Sylviane Félix · Christine Arron | 42,59       | Niemcy · Melanie Paschke · Gabi Rockmeier · Birgit Rockmeier · Andrea Philipp              | 42,68    | Rosja · Oksana Ekk · Galina Malczugina · Natalia Woronowa · Irina Priwałowa           | 42,73    |
| sztafeta 4 × 400 m | Niemcy · Anke Feller · Uta Rohländer · Silvia Rieger · Grit Breuer           | 3:23,03     | Rosja · Natalia Chruszczelewa · Swietłana Gonczarenko · Jelena Bachwałowa · Olga Kotlarowa | 3:23,56  | Wielka Brytania · Donna Fraser · Vicky Jamison · Katharine Merry · Allison Curbishley | 3:25,66  |
| chód 10 km         | Annarita Sidoti · Włochy                                                     | 42:49       | Erica Alfridi · Włochy                                                                     | 42:54    | Susana Feitor · Portugalia                                                            | 42:55    |

### konkurencje techniczne
| konkurencja    | złoto                          | złoto    | srebro                         | srebro | brąz                          | brąz  |
| -------------- | ------------------------------ | -------- | ------------------------------ | ------ | ----------------------------- | ----- |
| skok w dal     | Heike Drechsler · Niemcy       | 7,16     | Fiona May · Włochy             | 7,11   | Ludmiła Gałkina · Rosja       | 7,06  |
| trójskok       | Olga Vasdeki · Grecja          | 14,55    | Šárka Kašpárková · Czechy      | 14,53  | Tereza Marinowa · Bułgaria    | 14,50 |
| skok wzwyż     | Monica Iagăr · Rumunia         | 1,97     | Donata Jancewicz · Polska      | 1,95   | Alina Astafei · Niemcy        | 1,95  |
| skok o tyczce  | Anżeła Bałachonowa · Ukraina   | 4,31     | Nicole Rieger-Humbert · Niemcy | 4,31   | Yvonne Buschbaum · Niemcy     | 4,31  |
| rzut oszczepem | Tanja Damaske · Niemcy         | 69,10    | Tatjana Szykolenko · Rosja     | 66,92  | Mikaela Ingberg · Finlandia   | 64,92 |
| rzut dyskiem   | Franka Dietzsch · Niemcy       | 67,49    | Natalja Sadowa · Rosja         | 66,94  | Nicoleta Grasu · Rumunia      | 65,94 |
| rzut młotem    | Mihaela Melinte · Rumunia      | 71,17    | Olga Kuzienkowa · Rosja        | 69,28  | Kirsten Münchow · Niemcy      | 65,61 |
| pchnięcie kulą | Wita Pawłysz · Ukraina         | 21,69 CR | Irina Korżanienko · Rosja      | 19,71  | Janina Korolczyk · Białoruś   | 19,23 |
| siedmiobój     | Denise Lewis · Wielka Brytania | 6559     | Urszula Włodarczyk · Polska    | 6460   | Natalla Sazanowicz · Białoruś | 6410  |

## Objaśnienia skrótów
WR – rekord świata
ER – rekord Europy
CR – rekord mistrzostw Europy